# キルギス国防省

キルギス国防省（キルギス語：Коргоо министрлиги）とは、キルギス共和国の国防・軍事を統括する官庁。キルギスの軍事組織中、キルギス共和国軍を傘下に収める。

## 歴史
1992年1月13日、国家国防問題委員会（議長：ジャヌィベク・ウメタリエフ少将）が創設される。5月29日、キルギス領内の旧ソ連軍の部隊と施設が管轄下に置かれた。
1993年12月17日、国家防衛委員会はキルギス国防省に改編された。
2015年11月、国防省は国家国防委員会に改編された。
2021年、国家国防委員会は国防省に改編された。

## 歴代国防相
- ムィルザカン・スバノフ（1993年12月～1999年）
- エセン・トポエフ（1999年8月～2005年）
- イスマイル・イサコフ（2005年3月～2008年5月）
- バクィトベク・カルィエフ（2008年5月～2010年4月）
- イスマイル・イサコフ（2010年4月～7月）
- アビブッラー・クダイベルディエフ（2010年7月～2011年12月）
- タアライベク・オムラリエフ（英語版）（2011年12月〜2014年4月）
- アビブッラー・クダイベルディエフ（再任、2014年4月～2015年10月）